# Station Lansingerland-Zoetermeer
Station Lansingerland-Zoetermeer is een spoorwegstation op de kruising van het verlengde Oosterheemtracé van RandstadRail en de spoorlijn Gouda - Den Haag op de grens van Bleiswijk en Zoetermeer (vandaar de voormalige werknaam BleiZo).
In december 2007 werd door minister Camiel Eurlings toegezegd dat de bouw van station BleiZo en tien andere geplande stations kon worden versneld. De bouw van het station was onderdeel van een groter gebiedsinrichtingsconcept met de werknaam "Landschap als Podium". De gemeenten Lansingerland en Zoetermeer kwamen in 2008 overeen het betreffende gebied te ontwikkelen naar aanleiding van dit concept.
De werkzaamheden voor het vervoerknooppunt Lansingerland-Zoetermeer over de A12 werden in 2016 aangevat.

## Pijpleiding
Het station Lansingerland-Zoetermeer maakt deel uit van het Bestemmingsplan Verlengde Oosterheemtracé. Uit het voorontwerp bleek al in 2007 dat het station was gepland boven de 22 bar CO2-transportpijp van de Nederlandse Pijpleiding Maatschappij (NPM) waarmee OCAP CO2 aan tuinders levert. De buisleiding moest daarom tussen de Verlengde Australiëweg en de A12 in verband met veiligheidsrisico's door middel van horizontaal gestuurd boren op een diepte van circa 32 meter opnieuw worden aangelegd.

## Het gebouw
Het station, een ontwerp van Arcadis Architectuur en Team V Architectuur, is op een viaduct bovenop de A12 en de spoorlijn Den Haag - Gouda gebouwd. Er is echter geen weg op dat viaduct, en het loopt ook (nog) niet door. Aan weerszijden zijn er bushaltes, maar bussen kunnen dus niet doorrijden over de A12 heen. Alleen voetgangers kunnen bovenlangs lopen. Er is ook wel een fietspad boven, maar dat heeft aan één kant geen helling. Via een trap of lift kun je afdalen.  Randstadrails 4 en 34 zijn de enige lijnen die boven komen; het eindpunt is pal boven de A12. Aan de zijkanten zijn bomen en struiken geplant om het verblijf wat aangenamer te maken.

## Dienstregeling
Het station leek oorspronkelijk in de dienstregelingopzet van NS niet zonder meer in te passen: de kwartiersdienst stond geen extra stop toe tussen Den Haag en Gouda. Uit onderzoek van een onafhankelijk ingenieurs- en adviesbureau bleek echter dat station Lansingerland-Zoetermeer technisch veilig was in te passen zonder dat de intercitytreinen Den Haag - Gouda er last van hebben. In juni 2014 besloot daarop de minister van Infrastructuur en Milieu Melanie Schultz van Haegen dat het station Lansingerland-Zoetermeer gerealiseerd kon worden zonder aanpassingen in de dienstregeling van de intercity's. 
Het nieuwe station werd op 9 december 2018 in gebruik genomen. De verlenging van RandstadRail 4 vanuit Oosterheem werd vervolgens op 17 mei 2019 geopend.
Er is sprake van een ombouw van de ZoRo-bus tot metrolijn rond 2035, zodat er dan een metroverbinding is tussen dit station en Rotterdam; die verbinding kan echter ook vanaf Zoetermeer Centrum-West naar Rotterdam lopen, of RandstadRail 4 zou vanaf Lansingerland tot Rodenrijs aangelegd kunnen worden. Het station is zodanig ontworpen dat verlenging of aansluiting relatief eenvoudig te realiseren is.

## Bediening

### Treinen
Het station wordt in de dienstregeling 2025 door de volgende treinseries bediend:
| Serie | Treinsoort    | Route | Bijzonderheden                                           |
| ----- | ------------- | --- | -------------------------------------------------------- |
| 6000  | Sprinter (NS) | Den Haag Centraal – Lansingerland-Zoetermeer – Gouda – Utrecht Centraal – Geldermalsen – 's-Hertogenbosch | Rijdt alleen na 18:00 uur en van vrijdag t/m zondag.     |
| 6800  | Sprinter (NS) | Den Haag Centraal – Lansingerland-Zoetermeer – Gouda – Gouda Goverwelle                                   | Rijdt alleen tijdens de spits van maandag t/m donderdag. |
| 6900  | Sprinter (NS) | Den Haag Centraal – Lansingerland-Zoetermeer – Gouda – Utrecht Centraal – Geldermalsen – Tiel             | Rijdt alleen van maandag t/m donderdag tot 18:00 uur.    |

### Trams
Het station is tevens een sneltramhalte van RandstadRail. Het is een van de vijf stations aan de Oosterheemtracé, de in 2006 geopende nieuwe zijtak van de Zoetermeer Stadslijn naar station Lansingerland-Zoetermeer. Het is een viaductstation gebouwd over (van noord naar zuid) het busstation aan de Zoetermeerse kant, de A12 en het treinstation. De tramdienst wordt al sinds de opening door de Haagse vervoersmaatschappij HTM gereden.
De halte wordt, zoals eerder vermeld, sinds de opening bediend door RandstadRail 4. Op 23 juli 2020 werd deze halte in gebruik genomen door RandstadRail 34.

### Bussen
De Zoetermeerse stadslijn 71 en de R-net buslijnen 170 en 173 komen aan de Bleiswijkse kant, bij het stationsgebouw. Door de lift of trap op te gaan en boven over de A12 te lopen kan het busstation aan de Zoetermeerse kant bereikt worden, alwaar men kan overstappen op snelBuzz lijnen 383 en 386.

## Ontwikkeling aantal reizigers
Het aantal door NS vervoerde reizigers (per gemiddelde werkdag) ontwikkelde zich sedert 2019 als volgt:
| Jaar | Aantal reizigers |
| ---- | ---------------- |
| 2019 | 1.465            |
| 2020 | 1.070            |
| 2021 | 1.249            |
| 2022 | 2.091            |
| 2023 | 2.425            |
| 2024 | 2.463            |

## Afbeeldingen

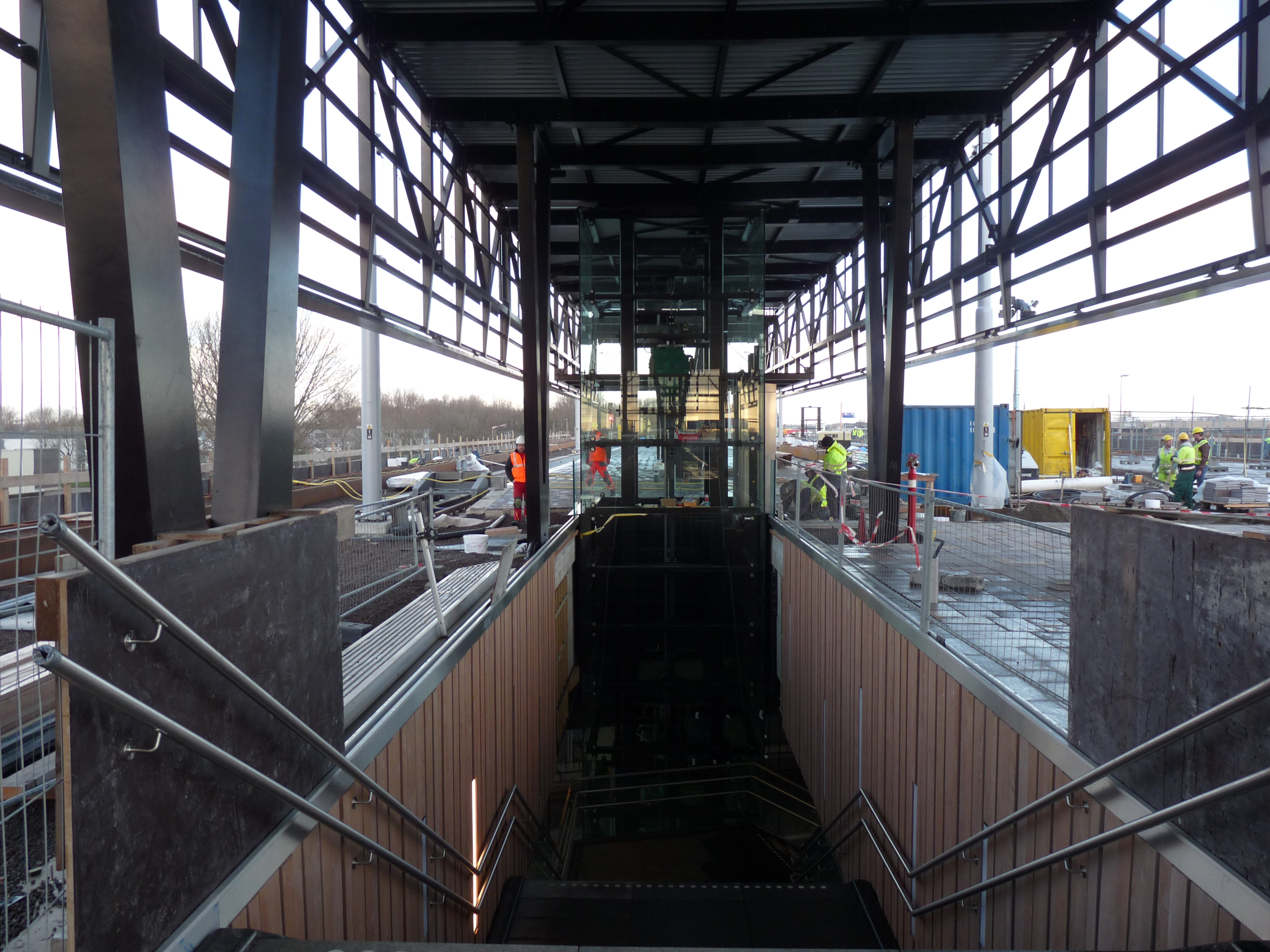
Station in aanbouw
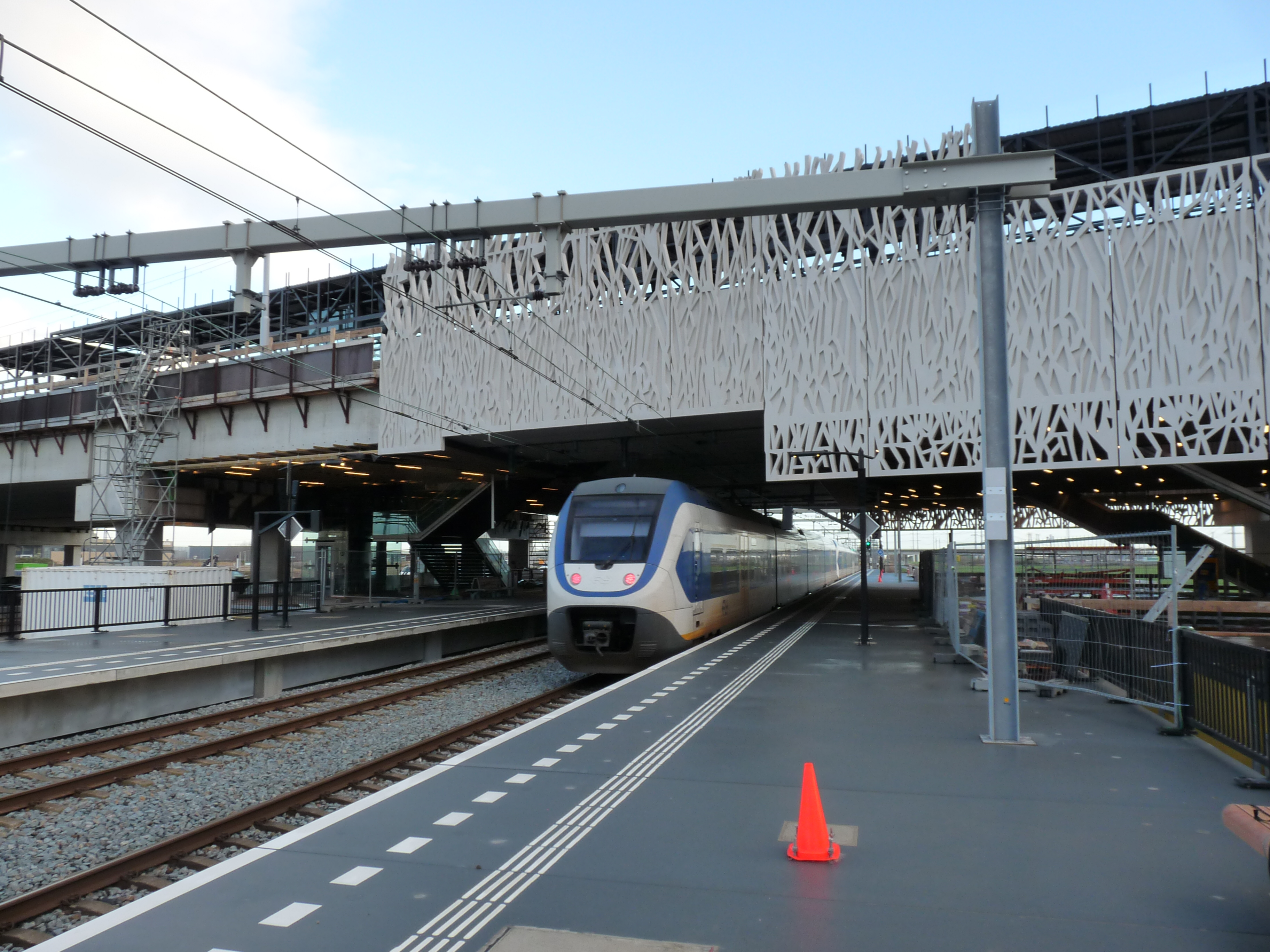
SLT op het station
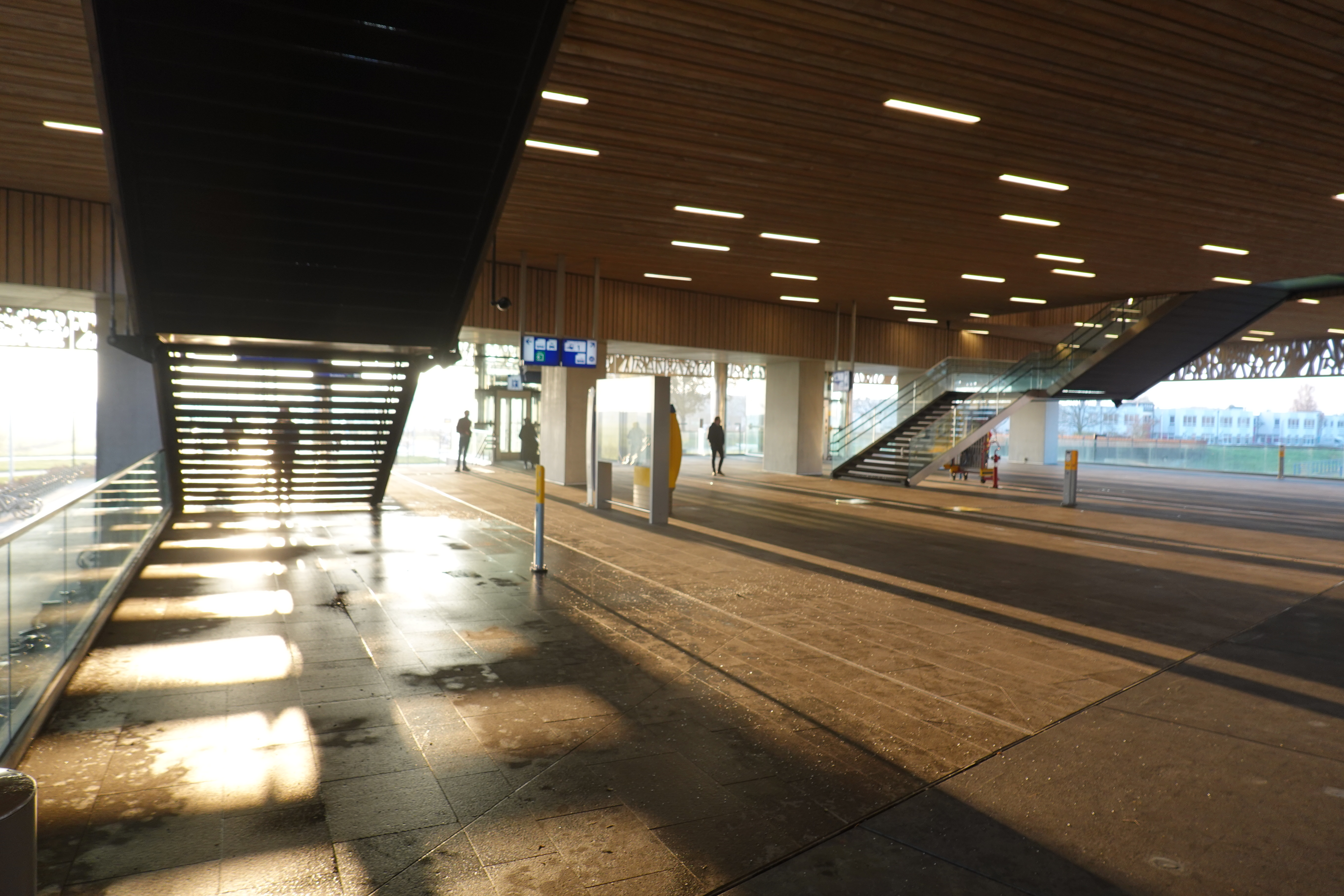
Station in 2022
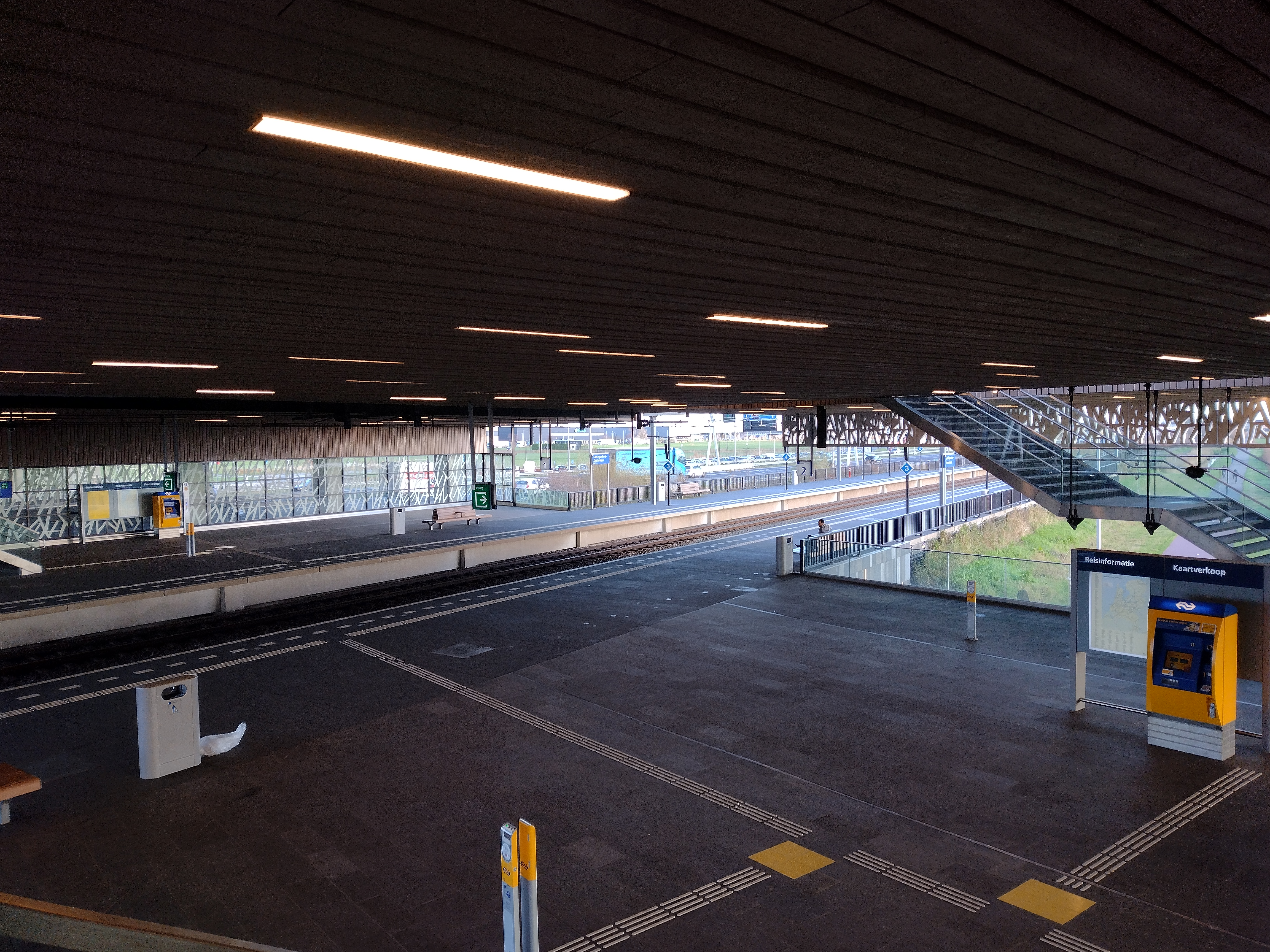
De perrons
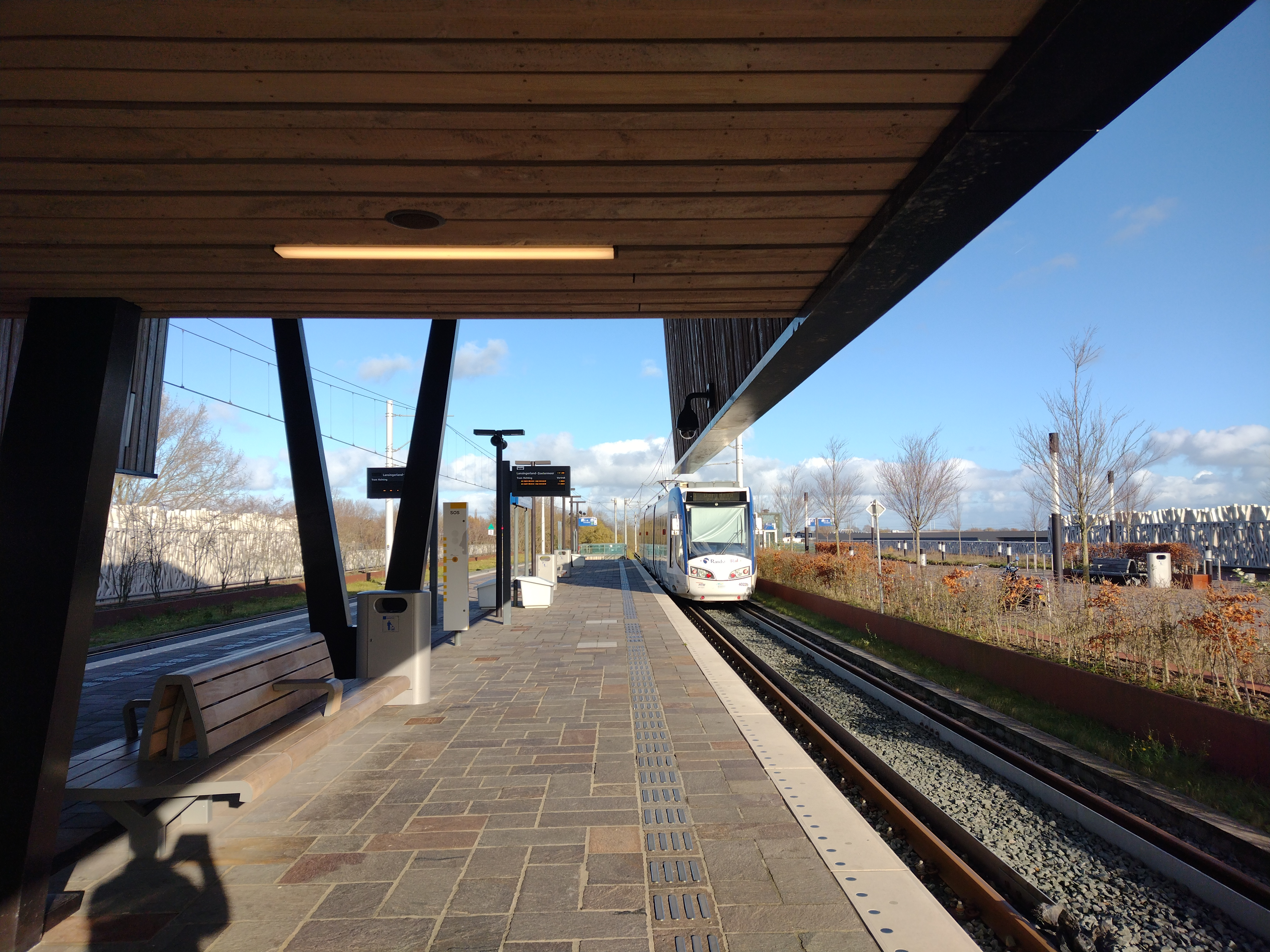
De tram naar De Uithof begint op dit station